# 四梅铁路
四梅铁路，也称“平梅铁路”，自吉林省四平市至梅河口市。全长155千米，为单线非电气化铁路。是沟通京哈铁路和沈吉铁路的重要通道，全线归属沈阳铁路局管辖。沿线重要城市有四平、辽源、梅河口。

## 历史
奉海铁路于1925年7月开工，满铁以不供抚顺煤相威胁，要奉系当局停建奉海铁路，以保满铁运输货源。对此，奉系当局决定扩建西安（今辽源）煤田，增加煤产量，并计划建设梅（河口）西（安）支线（也称“沙西支线”），解决西安煤矿的外运。1925年，西安商办煤矿改组为官商合办的西安煤矿公司，由奉海铁路公司筹建梅西支线。1927年3月由奉海铁路公司踏勘梅西支线，1927年4月沙河（今梅河口市莲河站）到大兴镇，大兴镇到西安的两组测量设计队进行测量和设计。梅西支线地处丘陵地带，东段沿东沙口西行进入东丰县，过渭津河到达西安。
梅西支线从1927年7月开工。1927年9月奉海铁路修建到海龙。1927年12月梅西支线交付临时运营:59。1928年8月奉海铁路通车朝阳镇。至1930年12月梅西支线完成配套工程，正式营业。
九一八事件后，1932年7月，抗日武装烧毁梅西支线大兴镇站站舍和沿线22座木桥，使该线中断数月，至1932年11月才恢复通车。1933年～1938年，日满当局将沿线22座木桥改建为永久性桥梁，另建新桥14座，共支出291万元，每公里造价38100元。
四西线由“满铁”的“新京”、哈尔滨两个铁道建设分所于1932年10月进行踏勘，1934年11月进行测量，1935年4月测量完毕。四西线于1935年5月开始修建，所有工程由日商承包，设置6个工区，1935年12月四西支线临时开通。1936年9月正式通车运营，全线支出479万日元，每公里60500元。1937年3月9日，满洲国政府将沙西、四西两条支线合并，改称平梅线:59。
平梅线共填挖土方石390万立方米，建桥53座，1381延长米（钢梁22座，697延长米，木桥31座，684延长米），圆形管涵219座，方形涵洞42座。拱形涵洞17座，明渠10座，在四平至西安间有隧道3座，511延长米。四梅线各站设有臂板信号机、机械联锁、电气路牌闭塞。梅西线各站以路票、电话办理闭塞。四梅线由于修筑时线路路基较低，造成水灾后患。1938～1944年间曾发生多次连续性严重水害，洪水冲击路基导致行车中断。运营7年间共支出洪水抢险救援费用96.8万元，防治改造工程支出123.5万元，全线仅剩的6座木桥分别于1938、1940、1941年全部拆除。1943年，机车牵引定数650吨，线路允许最大运行速度60公里每小时。
1947年6月3日在东北夏季攻势中，东北民主联军解放西安煤矿。1947年7月，通化矿务局带领西安铁路职工修复四梅线梅西段恢复通车运行。1948年2月26日四平解放，1948年5月修复西安至四平的区段线路45公里，并由通化抢险队、四平办事处先后抢修被破坏的桥梁27座，664.7延长米，自此，四梅线全线通车。1948年9月辽沈战役前，通过铁路迅速把集结于梅河口的部队和作战物资经四平、郑家屯、通辽运往阜新。1952年货运量上行86万吨，下行57.2万吨。